# 巴雷特·布雷德
巴雷特·布雷德（Barrett Blade，1973年3月11日—），原名拉塞尔·亚历克斯·海尔（Russell Alex Heil），是名美國色情演員及導演。 巴雷特在2004年10月9日與克絲汀·普萊斯結婚，但已離婚。

## Dial 7
巴雷特曾是位作曲者，並且是樂團 Dial 7 的前貝斯手。 樂團與華納兄弟唱片公司簽下合約。

## 情色演員
1998年，巴雷特經由女友的介紹進入成人業界。在與女友分手後，他開始尋找工作，也持續在情色業界裡演出。他表示他一開始對成人業界並沒有興趣。後來，他決定在排片之時也開始擔任導演。

## 獎項
- 2004年成人影帶新聞獎提名 – 錄影帶類最佳男主角
- 2004年成人影帶新聞獎提名 – 最佳男新人[4]
- 2005年成人影帶新聞獎得獎 – 錄影帶類最佳三人性愛場景 – 《Erotic Stories: Lovers & Cheaters》[5]
- 2007年成人影帶新聞獎提名 – 影片類最佳雙人性愛場景[6]
- 2008年成人影帶新聞獎得獎 – 最佳男配角（錄影帶） – 《Coming Home》[7]
- 2009年成人影帶新聞獎提名 – 最佳男主角 – 《The Wicked》[8]

## 外部連結
- 巴雷特·布雷德的MySpace主頁
- Barrett Blade - 官方網站